# HD224503
HD224503 — хімічно пекулярна зоря спектрального класу
F0 й має видиму зоряну величину в смузі V приблизно  8,9.